# Metformin
A Metformin a 2-es típusú cukorbetegség kezelésére használt gyógyszer hatóanyag, mely az utóbbi években az elsődlegesen választandó szerré vált. A biguanidok csoportjába tartozik, mára a csoport gyakorlatilag egyedüli képviselője, mert előnyös tulajdonságai messze felülmúlják a csoport többi tagjáéit.
A többi cukorbetegség gyógyszertől eltérően a metformin nem befolyásolja az inzulin kiválasztását, hanem közvetlenül csökkenti a máj glükózleadását. Ennek következtében nem okoz hipoglikémiát, sőt, mérsékli a hipoglikémiás hajlamot. Más szerekkel kombinálható, beleértve az inzulint is. Minél magasabb a vércukorszint, annál erősebb a metformin hatása. A vércukorszint csökkentésén kívül számos más előnyös hatása is van a szív- és érrendszerre és a metabolikus szindrómára. Gátolja a testsúlynövekedést is. Egyes új vizsgálatok alapján lassíthatja az öregedést is. Mellékhatásai ritkák, közülük legfontosabb a tejsav-acidózis, mely azonban csak nagyon kevés betegnél jelentkezik.

## Hatásmód
- Gátolja a glükoneogenezist, vagyis a cukor előállítását a májban.
- Fokozza a glükózfelhasználást az izmokban.
- Lassítja a bélben a glükóz felszívódását.
- Csökkenti az inzulinrezisztenciát.

## Hatása a szív- és érrendszerre
Csökkenti a vérzsír szintjét mind sovány, mind túlsúlyos cukorbetegekben, de egészséges egyénekben is. Növeli a HDL-koleszterinszintet („jó koleszterin”). Csökkenti a szisztolés („felső”) vérnyomásértéket. Gátolja a véralvadás különböző lépcsőit és a vérlemezkék összecsapódását (ami infarktust okozhat), stabilizálja azok állapotát.

## Mellékhatások
A biguanidok legfőbb mellékhatása a tejsav-acidózis, mivel gátolják a májban a glükoneogenezist, ugyanakkor segítik a periferiális glükózfelhasználást. A metformin esetén ez az arány 100 000 betegből évi 3 eset.[forrás?] Ezt elkerülendő tilos metformint adni szív-, tüdő-, máj- és vesebetegségben, megfeszített fizikai munkában, napi 1000 kcal alatti kalóriamegszorításban, rendszeres alkoholfogyasztás esetén és terhességben.
A biguanidok lassítják a bélben a glükóz felszívódását, ami emésztési zavarokat, hányingert, hasmenést, hasi görcsöket okozhat, különösen a kezelés kezdetén. A mellékhatások csökkenthetők a metformin fokozatos bevezetésével, és csökkennek ill. megszűnnek a kezelés során.

## Ellenjavallatok
A mellékhatásoknál leírt eseteken kívül a metformin ellenjavallt nagyobb sebészeti beavatkozás, súlyos betegség, B12-vitamin- vagy folsavhiány esetén.
A metformin adását átmenetileg fel kell függeszteni olyan radiológiai vizsgálatoknál, ahol kontrasztanyagként jódot használnak.

## Készítmények
- Adimet
- Avandamet
- Gluformin
- Maformin
- Meforal
- Meglucon
- Merckformin
- Metfogamma
- Metrivin
- Meguan

## Feltételezett öregedés lassító hatás
A cardiffi egyetem kutatói 180 ezer kettes típusú diabéteszben szenvedő ember hat évig tartó követéses vizsgálata alapján, a rendszeres metformin szedés és a hosszabb élettartam között szignifikáns kapcsolatot találtak. A metformint szedők átlagos túlélése mintegy 15%-kal meghaladta a kontrollcsoportét. Ezt az eredményt állatkísérleteken is sikerült igazolni. Jelenleg klinikaiteszt-fázisban vizsgálják alkalmazhatóságát egészséges embereken a várható élettartam növelésére.